# Tamopsis mallee
Tamopsis mallee là một loài nhện trong họ Hersiliidae. T. mallee được miêu tả năm 1989 bởi Martin Baehr & Barbara Baehr.